# Багаутдинов, Габдулвахит Гильмутдинович
Габдулвахит Гильмутдинович Багаутдинов (род. 23 мая 1939 года в д. Шахмайкино Чистопольского района ТАССР, СССР) — российский политик, депутат Государственной Думы ФС РФ I и II созыва.

## Биография
В 1973 году получил высшее образование по специальности «учитель русского языка и литературы» окончив Казанский государственный педагогический институт.
С 1972 по 1983 год работал инструктором, лектор Чистопольского городского комитета КПСС. С 1983 по 1994 год работал в должности директора Чистопольского детского дома.
В 1994 году избран депутатом Государственной думы I созыва, был членом комитета по организации работы Государственной думы. Входил в депутатскую группу «Новая региональная политика — Дума-96».
В 1995 году избран депутатом Государственной думы II созыва от Нижнекамского одномандатного избирательного округа N 25, был выдвинут избирательным объединением Всероссийское общественно-политическое движение «Наш дом — Россия», был заместителем председателя комитета Госдумы по регламенту и организации работы Государственной думы.

## Награды
- Почётное звание «Заслуженный учитель Республики Татарстан»
- Почётное звание «Отличник народного просвещения»